# Нассау (графство)
На́ссау (нем. Nassau) — графство в составе Священной Римской империи, существовавшее с 1125 (формально с 1159) года до 1806, когда оно было преобразовано в герцогство. В течение всего этого времени графством правили представители одной династии — Нассауского дома.

## История графства
В конце XI века Дудо фон Лауренбург получил в лен от епископа Вормса земли на обоих берегах реки Лан. В 1100 году он основал на этих землях замок Нассау. Старший сын Дудо Рупрехт начал называть себя графом, в 1159 году этот титул был закреплён за ним юридически. В 1255 году графство распалось на две части, из которых южной (левый берег Лана) владел Вальрам II, основатель Вальрамской линии Нассауского дома, а северной (правый берег Лана) — его брат Оттон, основатель Оттоновской линии.
Представители Оттоновской линии в 1530 году присоединили к своим владениям благодаря удачному браку Оранское княжество. С этого момента династия именовалась Нассау-Оранской.